# 王学明 (1916年)
王学明（1916年—1978年），原名王清仙，男，黑龙江双城人，中华人民共和国政治人物，曾任辽宁省人民政府副主席，中华人民共和国财政部副部长，第四届全国政协委员。1978年7月16日逝世，终年61岁。